# Тонва
Тонва, Шатилка — річка у Стовбцівському районі, Мінська область, Білорусь. Права притока річки Сули (басейн Німану).

## Опис
Довжина річки 13 км, похил річки 1,8 м/км, площа басейну водозбору 48,8 км². Формується безіменними струмками та загатами. Річище від витоку протягом 9,3 км каналізоване.

## Розташування
Бере початок на східній стороні від села Левковщина. Тече переважно на південний східд селом Тонава та через село Тихонова Слобода і на західній околиці села Рудня впадає в Сулу, праву притоку Німану.